# Quadriga Audio-Archivlösung
Die Quadriga Audio-Archivlösung ist eine Software zur Digitalisierung analoger Audioarchive.

## Geschichte
Die Nutzung herkömmlicher Rundfunkschallarchive auf der Basis von Einzeltonträgern ist personalaufwändig und eine für die Bestandssicherung unerlässliche kontinuierliche Qualitätskontrolle kostenintensiv. Die fortschreitende Digitalisierung der Hörfunktechnik in den 90er Jahren zwang die Schallarchive ihre großen Tonträgerbestände zu digitalisieren.
Abhilfe schaffte der „endgültige Bruch mit der Vergangenheit“, also der Übergang vom Einzeltonträger zum Datensatz, dem Tonfile. Die Tonfiles werden auf Massenspeichern (vorwiegend Bandkassetten) in Roboterarchiven abgelegt, was sowohl eine automatische Bestandssicherung als auch eine intensivere Nutzung des Schallarchivs durch dessen Einbindung ins digital vernetzte Funkhaus ermöglicht. Um die eine hohe Einspieleffizienz bei verbesserter Qualitätssicherung zu erreichen, musste eine neue Produktgattung entwickelt werden, die „qualitätsüberwachte Audio-Archiveinspielstation“ Quadriga.
Quadriga wurde 1998 in enger Zusammenarbeit mit dem Institut für Rundfunktechnik (IRT) und den deutschen öffentlich-rechtlichen Rundfunkanstalten entwickelt. Quadriga ist ein eingetragenes Warenzeichen des IRT und wird exklusiv durch das Bremer Unternehmen Cube-Tec International GmbH vermarktet. Das Akronym, abgeleitet aus „QUality from Analogue to Digital RIGorously Analysed“ weist auf die hierbei praktizierte Qualitätskontrolle beim Digitalisierungsvorgang hin.
Quadriga wird seit 1998 weltweit bei Rundfunkanstalten, Staatsarchiven und Musikkonzernen eingesetzt.

## Arbeitsweise
Bei der Überspielung der Tonträger erkennt Quadriga automatisch Unregelmäßigkeiten und notiert diese selbständig in einem Qualitätsreport. Unregelmäßigkeiten können beispielsweise Knackser oder kurze Tonaussetzer sein. Noch während der Überspielung kann der Quadriga Operator diese Ereignisse akustisch und visuell überprüfen.
Parallel zum erfassten Audiomaterial liefert Quadriga detaillierte Zusatzinformationen (Metadaten) über die Ursprungstonträger, die Aufnahmesignalkette und die technische Gesamtqualität der Aufnahme.
Quadriga kann an jedes bestehende Media Asset Management System angebunden werden und passt sich leicht an die vorhandene Netzwerk- und Datenbank-Infrastruktur an.
Zusammen mit den Produkten Dobbin und Cube-Workflow bildet Quadriga eine vollständig integrierte Lösung für die Überführung (Migration) von klassischen, tonträgerbasierten Schallarchiven in dateibasierte Medienarchive. Diese können ihren Nutzern die mit Quadriga eingespielten Audiobestände und Begleitmaterialien online oder per Netzwerk zur Verfügung stellen.
Quadriga Geräteunterstützung
- Tonbandmaschinen
- Schallplattenspieler
- Compact Cassetten
- Digital Audio Tape (R-DAT)
- MiniDisc
- 9-Pin steuerbare Zuspieler